# Кима
Кима (Ким) (на руски: Кыма, Кымь) е река в североизточната част на Архангелска област в Русия, десен приток на Мезен. Дължина 219 km. Площ на водосборния басейн 2630 km².
Река Кима води началото на 205 m н.в., от блатисти местности във възвишението Космински Камен (част от обширното Тиманското възвишение). В горното течение тече в северозападна и западна посока, а в средното и долното – в южна посока в силно заблатени гъсти гори, през безлюдни райони, като течението ѝ е съпроводено от стотици меандри. Влива се отдясно в река Мезен, при нейния 315 km, на 45 m н.в., при село Чукари, в североизточната част на Архангелска област. Основен приток Чолус (52 km, ляв). Има смесено подхранване с преобладаване на снежното, с ясно изразено пълноводие през май и юни. През лятото и есента често явление са епизодичните прииждания в резултат от поройни дъждове във водосборния ѝ басейн. По течението ѝ няма нито едно постоянно населено място.